# Roberto Orci
Roberto Gaston Orci (født 20. juli 1973 i Mexico City, død 25. februar 2025) var en mexikansk film- og tvproducer og manuskriptforfatter. Han var blandt andet med til Star Trek, The Legend of Zorro, Mission: Impossible III, Transformer og Alias. Han skabte sammen med J.J. Abrams og Alex Kurtzman FOX succes serien Fringe.